# Уран, Алойз
Алойз Уран (словен. Alojz Uran, 22 января 1945, Любляна, Югославия — 11 апреля 2020) — католический прелат, архиепископ Любляны с 25 октября 2004 года по 28 ноября 2009 год.

## Биография
Алойз Уран родился 22 января 1945 года в Любляне в крестьянской семье. После получения среднего образования в 1964 году поступил на богословский факультет Люблянского университета. 29 июня 1970 года был рукоположён в священника.
16 декабря 1992 года Римский папа Иоанн Павел II назначил Алойза Урана вспомогательным епископом архиепархии Любляны и титулярным епископом Абулы. 6 января 1993 года состоялось рукоположение Алойза Урана в епископа, которое совершил Римский папа Иоанн Павел II в сослужении с кардиналами Джованни Баттистой Ре и Джастином Фрэнсисом Ригали.
25 октября 2004 года Алойз Уран был назначен архиепископом Любляны.
28 ноября 2009 года подал в отставку по состоянию здоровья.